# Medicina dela
Medicina dela je veja medicine, ki se ukvarja s preventivnim pregledovanjem delavcev in potrjevanjem njihovih sposobnosti za delo. Poleg tega se ukvarja s preučevanjem, preprečevanjem in zdravljenjem poklicnih bolezni.
Zdravnik-specialist, ki deluje na tem področju, se imenuje specialist medicine dela, prometa in športa.